# Florence and the Machine
A Florence and the Machine (másképp Florence + The Machine) angliai Indie rock zenekar, aminek Florence Welch énekesnő, Isabella "Machine" Summers, és egy csapat zenész a tagja, akik a háttérzenéért felelősek. Az együttes zenéje sok dicséretet kapott a médiától, főleg a BBC-től, mielőtt nagyobb sikereket értek volna el. A BBC nagy szerepet játszott a zenekar befutásában; az együttest a BBC Introducing című műsorban népszerűsítették.
Az együttes debütáló albuma, a Lungs, 2009. július 6-án jelent meg, és ezután öt hétig második volt a UK Albums Chart listáján. 2010. január 17-én az album az első helyre került, miután 28 egymást követő héten is szerepelt a listán. Az album 2010 októberében már 25. hete szerepelt folyamatosan az Egyesült Királyságban a legjobb 40 album listáján, ezzel ez a lemez vált az egyik legjobban fogyó albummá 2009-ben és 2010-ben. A zenekar második stúdióalbuma, a Ceremonials, 2011 októberében jelent meg, és az Egyesült Királyságban első helyen, míg az Egyesült Államokban a 6. helyen debütált.
A Florence and the Machine hangzását többfajta stílus alkotja, például a Rock és a Soul. A Lungs elnyerte a MasterCard British Album díjat a 2010-es Brit Awardson. Az együttest nevezték az 53-ik Grammy-díjátadón a legjobb új előadó kategóriában. Emellett a zenekar játszott a 2010-es MTV Video Music Awards-on, és a 2010-es Nobel Békedíj átadóján.

## Történet

### 2007: Megalakulás és korai évek
Az együttes neve Florence Welch és Isabella "Machine" Summers tinédzserkori együttműködéséből eredeztethető. Florence és Isabella egy időben Florence Robot/Isa Machine néven zenélt. Később ezt rövidítették Florence and the Machine-re, mivel úgy érezték, hogy az előző túl bonyolult volt. Summersen (billentyűk és háttérének) felül a zenekar jelenlegi tagja még Robert Ackroyd (gitárok és háttérének), Chris Hayden (dobok, ütőhangszerek és háttérének), Mark Saunders (basszusgitár és háttérének), illetve Tom Monger (hárfa). Florence büszke zenekarára, amiért a tagok teljes mértékben megértik alkotási módját. „Legtöbbjükkel hosszú ideje dolgozom, ismerik a stílusomat, tudják hogyan írok, és tudják, mit akarok.” – nyilatkozta.
Welch állítása szerint „A Florence and the Machine úgy indult, mint egy személyes vicc, ami kicsúszott a kezünkből. Zenéket írtunk a barátommal, akit Isabella Machine-nek neveztem, számára pedig Florence Robot voltam. Még akkor sem volt nevünk, amikor már csak fél óra volt hátra az első fellépésünkig, szóval azt mondtam: 'Oké, akkor mi leszünk Florence Robot/Isa Machine’, ekkor még nem tudtam, hogy a név hosszúsága később az őrületbe fog kergetni.”
2007-ben Welch egy Ashok zenekarral készített felvételeket, és meg is jelent egy albumuk Plans címmel a Filthy Lucre/About Records kiadónál. Ez az album tartalmazta a későbbi sikerszámot a "Kiss with a Fist"-et, aminek ekkor még "Happy Slap" volt a címe. Aláírt egy szerződést az Ashokkal, de úgy érezte, hogy ez nem a megfelelő együttes számára, így felmondta a megállapodást. A Florence and the Machine-t Mairead Nash kezdte menedzselni (a Queens of Noize DJ-duó tagja), aki úgy döntött, hogy felkarolja Florence-et, amikor találkozott egy klub vécéjében a részeg énekesnővel, aki épp Etta James 1962-es dalát, a "Something's Got a Hold on Me"-t énekelte.

### 2008–10:Lungs

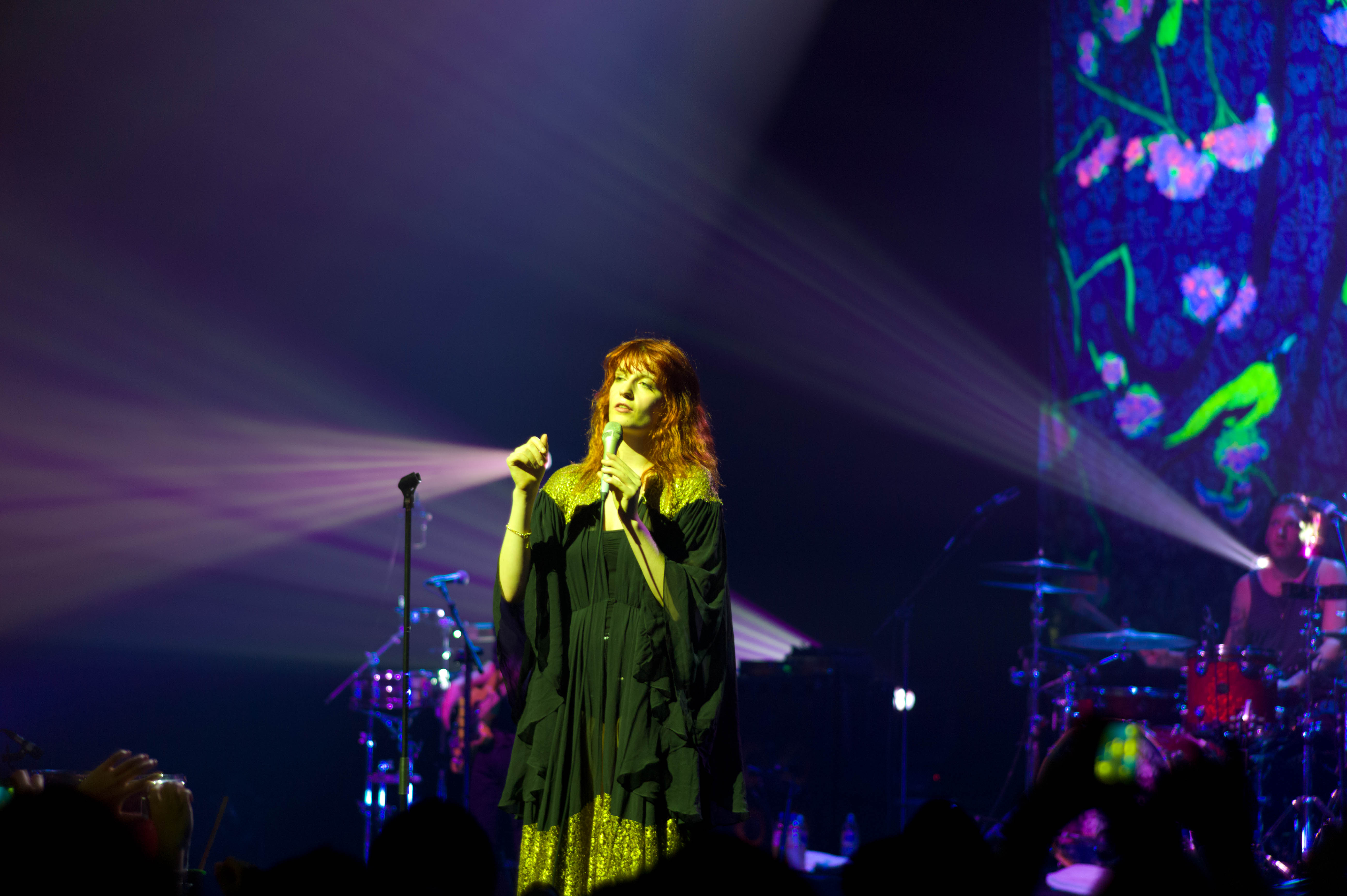
Florence előadása Szingapúrban 2010-ben

A Florence and the Machine bemutatkozó albuma, a Lungs, 2009. július 6-án jelent meg az Egyesült Királyságban. Az album producerei James Ford, Paul Epworth, Steve Mackes és Charlie Hugall voltak. A dalok jó része az albumon Florence egy volt barátjával történő szakításának hatására íródott. Florence azt nyilatkozta erről, hogy „Kérte, lehetőleg ne beszéljek az esetről. Vicces ezután erről énekelni.” Az album első lett az Egyesült Királyságban és második Írországban. 2009. augusztus 6-ig több mint 100000 lemezt adtak el csak az Egyesült Királyságban, és augusztus 10-ig már öt hete volt második az eladási listákon. Miután 2009. július 25-én letölthetővé tették az Egyesült Államokban, az album a 17. helyre került a Billboard „Heatseekers Albums” listáján, és végül az első helyet is elérte. Az album fizikailag október 20-án jelent meg az Egyesült Államokban, az Universal Republic kiadásában.
A "Kiss with a Fist" volt az első kislemez az albumról, ami 2008. június 9-én jelent meg. A dal több filmben is szerepelt; többek között a Vadóckában, az Ördög bújt beléd-ben, és a St. Trinian’s 2, – A Fritton arany legendája című filmben, Emellett televíziós sorozatokban is elhangzott, mint például a 90210-ben, a Balfékekben, és a Saving Grace című sorozatban. A következő kislemez, a "Dog Days Are Over", amit zene nélkül vettek fel egy „vécé nagyságú” stúdióban, 2008. december 1-jén jelent meg. A dal elhangzott az amerikai Gossip Girl – A pletykafészek, és a Kettős ügynök című sorozatokban, a brit televíziós sorozatban, a Skinsben, továbbá a 2010-es Ízek, imák, szerelmek című film (amiben Julia Roberts játssza a főszerepet) mozielőzeteseiben. A "Dog Days Are Over" ugyancsak szerepelt a Glee Special Education című részében, amiben Jenna Ushkowitz és Amber Riley énekelte. A harmadik, "Rabbit Heart (Raise It Up)" című kislemez 2009 június 22-én jelent meg. Egy kis része a dal dallamának, és szövegének "How quickly the glamour fades", a Gang Gang Dance New York-i együttes 2008-as "House Jam" című dalából származik, de ezt nem tüntették fel az albumon. A zenekar tagjai viszont észrevették a hasonlóságot, és felhívták a Florence and the Machine kiadójának figyelmét erre. Az Island Records beismerte a szabálytalanságot, és beleegyezett, hogy megosztja a Gang Gang Dance-cel a jogdíjat. Florence elismerte, hogy hibázott, de azt mondta, hogy az ő célja az volt, hogy tisztelegjen a zenekar előtt.
A Lungs megjelenése után kijött két újabb kislemez; a "Drumming Song" és egy feldolgozás a The Source és Candi Staton 1986-os daláról, a "You’ve Got the Love"-ról. Ez később ún. „mashup”-ként is megjelent, aminek a címe "You Got the Dirtee Love" lett. Ebben Florence és az angol rapper, Dizzee Rascal dalát mosták össze. A 2010. február tizenhatodikai Brit Awardson elő is adták közösen, és az élő felvétel már másnap megjelent kislemezként.
2010. január 5-én behirdették, hogy a következő kislemez az albumról a "Hurricane Drunk" lesz, azonban március 3-án egy újabb verziót hirdettek meg az együttes weboldalán a "Dog Days Are Over"-ről, amit 2010. április 11-én tettek elérhetővé digitálisan, és másnap 7" vinyles bakelitlemezen is megjelent, illetve az új videóklipet is közzétették még aznap. A "Cosmic Love" című dal 2010. július 5-én jelent meg, ez volt a hatodik, és egyben utolsó kislemez az albumról; a videóklipje ekkorra már le volt forgatva. A dal számos amerikai tévéshowban szerepelt; például A Grace klinikában, a Vámpírnaplókban, a V-ben, a Nikitában, illetve a So You Think You Can Dance-ben. A zenekar szerepelt a Gossip Girl – A pletykafészek negyedik évadának 2011. február hetedikei "Panic Roommate" című epizódjában is, amiben egy akusztikus verzióját adták elő a "Cosmic Love"-nak. 2010. május 12-én behirdették, hogy a Florence and the Machine rögzíteni fog egy dalt "Heavy in Your Arms" címmel, ami az "Alkonyat – Napfogyatkozás" filmzenéje lesz. Az "Alkonyat – Napfogyatkozás 2010. június 30-án került a mozikba, és a stáblista alatt szólt a "Heavy in Your Arms". A dal videóklipje 2010. július 7-én jelent meg. Egy exklúzív remixe az "I'm Not Calling You a Liar"-nak a 2011-es Dragon Age II videójátékban is szerepelt "I'm Not Calling You a Liar (Dragon Age II: Varric's Theme)" címmel, aminek a játék zeneszerzője, Inon Zur volt a producere.

### 2011–jelen:Ceremonials

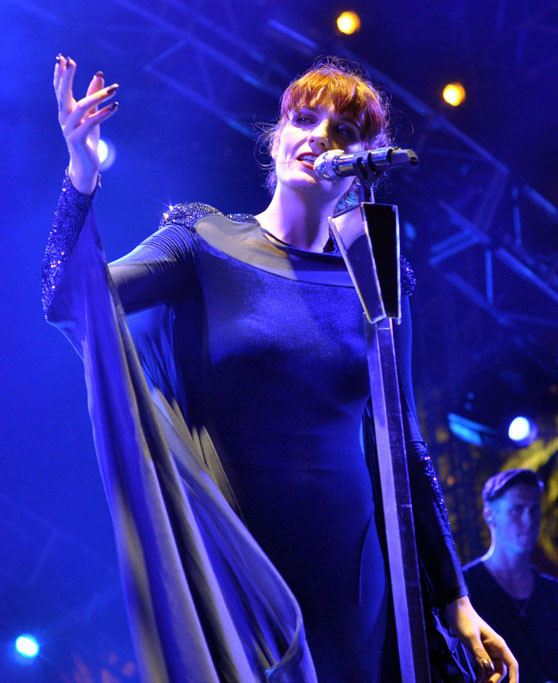
A Florence and the Machine a Coachella fesztiválon 2012-ben

Kezdetben Florence fontolgatta az együttes kiadójának ajánlatát, hogy az új albumot az Egyesült Államokban rögzítsék, hogy Los Angeles-i producerekkel és írókkal dolgozhassanak, de végül úgy döntött, hogy az Egyesült Királyságban rögzítsék a lemezt. Az első demófelvételek 2010 januárjában készültek Florence és Paul Epworth együttműködésével egy kis londoni stúdióban. Számos producer jelentkezett az album munkálatainak elvégzésére, de Florence elutasította az ajánlatokat, mivel azt akarta, hogy a Ceremonials egy jobb verziója legyen a Lungs-nak, csak „még sötétebb, még nehezebb anyag legyen, nagyobb dobhangokkal, nagyobb basszussal, de összességében még több hanggal". Az év további részében az album munkálatai időszakosak voltak, mivel a zenekar az Egyesült Államokban tartott turnéjukra koncentrált, ahol a Lungs igen sikeres lett. Az új dalok nagy részét 2011. január és április között írták meg, majd áprilisban vették fel az Abbey Road Stúdióban. További finomításokat Epworth saját londoni stúdiójában végeztek ezeken a felvételeken, míg Florence újabb dalokat rögzített különböző amerikai stúdiókban, amikor épp nem volt fellépése. Az utolsó felvételek Epworth stúdiójában készültek júliusban. Epworth közreműködött hét dal megírásában, illetve számos más brit író is részt vett az alkotói munkában; például Summers, Kid Harpoon, James Ford, és a zeneszerző Eg White.
2011 februárjában jelölték a Florence and the Machine-t legjobb új előadó kategóriában a Grammy-díjra.
2011 júniusában felvettek egy feldolgozást Buddy Holly klasszikusáról, a "Not Fade Away"-ről, ami rákerült a Rave On Buddy Holly című feldolgozáslemezre, ami Holly 57. születésnapján jelent meg. Ezután előadták az első dalt az új albumról, a "What the Water Gave Me"-t a Greek Theatre-ben, a kaliforniai Berkeley-ben. 2011 augusztusában megjelent kislemezként a "What the Water Gave Me" az iTunes-on, és a hozzá készített videót is publikálták a zenekar weboldalán, illetve YouTube csatornáján. A videót másfél millióan nézték meg két nap alatt a YouTube-on, és a dalt elkezdték sűrűn játszani az amerikai alternatív rádióiállomások a Los Angeles-i KROQ rádió hatására. Az újabb kislemez, a "Shake It Out" 2011 szeptemberében jelent meg az interneten, majd fizikailag október 11-én is kiadták. A dal Ausztráliában, Skandináviában, Olaszországban és Kanadában is nagy sikereket ért el.
Az együttes második albuma, a Ceremonials, 2011. október 31-én jelent meg. Első helyen debütált a UK Albums Chart-on, és második helyen az amerikai Billboard 200 listán. 2012 január 12-én a Florence and the Machine-t két Brit Awards díjra is jelölték. A díjátadót 2012. február 12-én tartották a londoni O2 Arénában. 2012. április 26-án az együttes kiadta a "Breath of Life" című számot, amit a Hófehér és a vadász filmzenékének készítettek. 2012. július 5-én megjelent az ötödik kislemez a lemezről, ami a "Spectrum (Say My Name)" remixe volt. A skót Calvin Harris feldolgozása az együttes első dala volt, ami az Egyesült Királyságban listavezető lett. Florence azt nyilatkozta akkor, hogy izgalommal várja a harmadik album felvételét, amit valószínűleg 2012 szeptemberének végén kezdenek el rögzíteni, amint az együttes befejezi a turnézást. 2012. október 12-én megjelent Harris "Sweet Nothing" című kislemeze, amit Florence közreműködésével rögzített, és rákerült a 18 Months című albumra is. A dal első helyen debütált a Brit kislemezlistán, ezzel ez lett a második közös listavezető daluk.
2012 augusztus végén Welch azt nyilatkozta a Style magazinnak, hogy úgy tervezi, a harmadik lemez előtt egyéves szünetet tart. „Van egy nagy 'vegyünk ki egy évet' tervem. A lemezkiadó nem gyakorol nyomást rám a következő album elkészítésére. Azt mondták, addig készülhetek, amíg csak szeretnék."
2012 közepén a Universal Republic Records csődbe ment, így minden előadót – beleértve a Florence and the Machine-t – áthelyeztek a Republic Records kiadóhoz, ami lényegében a Universal Republic Records újraélesztése.
2012 decemberében Grammy-díjra jelölték a Florence and the Machine-t a „legjobb pop vokál album”, és a „legjobb popduó vagy -együttes teljesítményért” kategóriában a "Shake It Out" előadásáért a 2013-as Grammy díjátadón.
2013. április 4-én behirdették, hogy a Florence and the Machine írt egy dalt Baz Luhrmann 2013-as filmjéhez, A nagy Gatsby-hoz, aminek a címe "Over the Love". Ez 2013. április 17-én jelent meg a SoundCloud weboldalon.

## Előadások

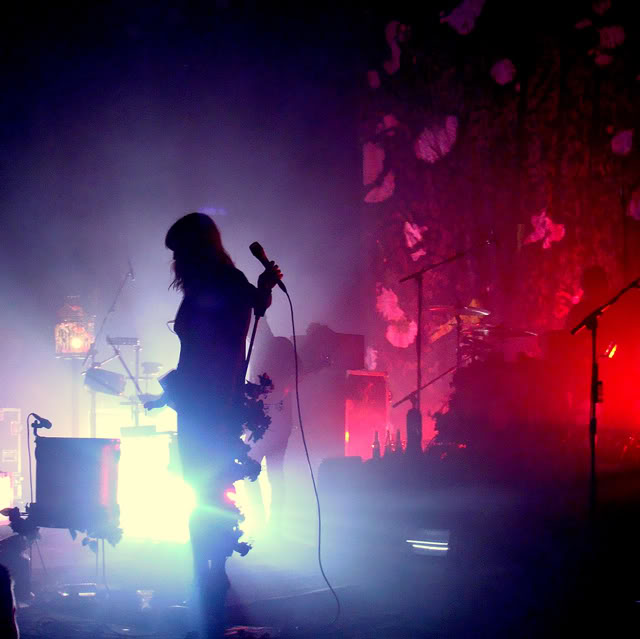
A Florence and the Machine előadása a glasgowi O2 ABC stadionban a Lungs turnéján

A Florence and the Machine Londonban és környékén adta első koncertjeit, és 2007 augusztusában a zenekar játszott az első 1-2-3-4 Shoreditch Fesztiválon "Lightspeed Champion" oldalán a MySpace főszínpadon, aminek a Queens of Noize volt a házigazdája. 2008 májusában az MGMT kísérőzenekaraként turnéztak Európában. A BBC nagy szerepet játszott a zenekar befutásában; az együttest a BBC Introducing című műsorban népszerűsítették. Ennek köszönhetően 2008-ban játszhattak a Glastonbury, a Reading and Leeds, és Bestival fesztiválokon. A Florence and the Machine részt vehetett a New Musical Express által szervezett turnén is 2009 januárjában és februárjában.
A zenekar játszott a Teenage Cancer Trust jótékonysági koncertjén a Royal Albert Hall-ban 2009 márciusában. A Florence and The Machine volt a kísérőzenekara a Blur együttesnek a június huszonhatodikai visszatérő koncertjükön a manchesteri M.E.N. Arénában. Játszottak a Lovebox Fesztiválon július 18-án és 19-én. 2009 júliusában az együttes a Duran Duran kísérőzenekara volt. Játszottak a 2009-es Glastonbury, Reading and Leeds, az Electric Picnic, és a T in the Park fesztiválon.
A Florence and the Machine játszott az ausztráliai "Splendour in the Grass" fesztiválon 2010 júliusában. A három napos fesztiválon nekik volt az egyik legnagyobb közönsége. A természetben lévő nyitott amfiteátrumban játszottak, amit le kellett zárniuk a szervezőknek biztonsági okokból, mivel előre megjósolhatatlan számú rajongó rohant megnézni az előadást. Körülbelül 28000 ember zsúfolódott össze a Florence and the Machine koncertjén 33000 emberből. Az amfiteátrumot rövidesen újra megnyitották a kezdés után, amikor már stabilizálták a biztonsági körülményeket. 2009 októberében a zenekar felszerelése és hangszerei megsemmisültek egy kamionon kiütött tűzben az európai turné közepén, emiatt hangszereket kellett bérelniük, hogy a maradék fellépést vállalni tudják. Florence a következőket nyilatkozta erről: "Hallani lehetett, ahogy a hárfa húrjai elpattannak a tűzben. Fura egy hang volt. Felvettük, és majd szeretném valamelyik dalban használni egyszer."
2009. október 27-én a Florence and the Machine először játszott New Yorkban a Bowery Ballroomban, és előadták a "Kiss with a Fist"-et a Late Show with David Letterman című televíziós showban. November 5-én a zenekar eljátszotta a "Rabbit Heart (Raise It Up)"-ot a Jimmy Kimmel Live! című showban. Welch akkor azt mondta, hogy bár szeretne turnézni az Egyesült Államokban, fél attól, hogy honvágya lenne az otthonától való hosszú távolléttől.
A Lungs sikere után, ahogy az album 2010 januárjában a Brit Albumlista élére került hét hónappal a megjelenése után, a Florence and the Machine bejelentett egy 11 dátumos brit és írországi turnét, ami a The Cosmic Love Tour in May 2010 nevet kapta. Kísérőzenekarként többek között Babe Shadow és a The Drums működött közre. A Florence and the Machine 2010-ben játszott az Oxegen, a T in the Park, a Wight-szigeteki fesztiválokon, a Roskilde Fesztiválon, a V Fesztiválon, és a San Miguel Primavera Sound Fesztiválon. 2010 márciusában megerősítették, hogy a zenekar első headliner fesztivála a Latitude Festival lesz, amit már előző szeptemberben megjósoltak, mielőtt még befutottak volna.
A Cosmic Love turné 2010. május 2-án, a dublini Olympia Színházban kezdődött – ahol előadtak egy új dalt, aminek a címe "Strangeness and Charm" volt –  és a londoni Hammersmith Apolloban fejeződött be 2010. május 15-én. Június 25-én az együttes játszott a Glastonbury Fesztiválon, ahol előadták a "Strangeness and Charm"-ot, és a Fleetwood Mac "The Chain" című dalának feldolgozását a 10 dalból álló fellépésen. Az ő előadásukon volt aznap az egyik legnagyobb tömeg, és az ő előadásukon volt a legnagyobb tömeg az „Other Stage” történetében.
Welch és Dizzee Rascal fellépését – a You’ve Got the Love és a Dirtee Cash mashupjának, a You Got the Dirtee Love előadását – a 2010-es BRIT Awardson (2010 február 16-án) az est fénypontjának vélték az emberek. Az élő felvétel már másnap megjelent kislemez formájában, és a második helyre jutott a Brit kislemezlista listáján. Ezt a fellépést megismételték 2010-ben a Glastonbury Fesztiválon Dizzee koncertjén. A Florence and the Machine nyitotta meg a U2 koncertjét az észak-amerikai U2 360° turnén 2011 júniusában és júliusában.

### Nemzetközi szereplések szólóban és az együttessel
Egy interjúban a New York Post PopWrap rovatában Welch elárulta, hogy a 2010-es MTV Video Music Awards-ot megelőző hónapban annyira ideges volt, hogy nem tudott aludni, és állandóan sírt. Továbbá még a showt megelőző főpróbán is meg kellett küzdenie egy mozdulattal, ami abból állt, hogy fellép egy forgó emelvényre. Az előadást a So You Think You Can Dance koreográfusa, Travis Wall rendezte, és Florence-nek egy csapat hiperaktív táncossal kellett szerepelnie. A fellépés megérte a fáradozást.: légiesnek és őszintén örömtelinek jellemezték, hatására pedig a Lungs második helyre került az iTunes album listáján, a "Dog Days Are Over" pedig a kilencedik helyre került az iTunes kislemez listáján. Emellett a Florence and the Machine-re kerestek rá legtöbben Google-n, és 1700 Twitter bejegyzés született róluk percenként. A Florence and the Machine előadta a "Dog Days Are Over"-t az The Ellen DeGeneres Show-ban 2010. október 15-én. 2010. november 20-án az együttes előadta a "Dog Days Are Over" és a "You've Got the Love" című dalokat az amerikai Saturday Night Live-on. Egy csak online megtekinthető előadást is tartottak a New York városbeli Ed Sullivan Theater-ben 2010. december 16-án a Live on Letterman show részeként. Welch és még számos női énekes nyitotta meg az 53-ik Grammy-díjátadót 2011. február 13-án. A beteg Aretha Franklin egyik dalának feldolgozásával tisztelegtek az énekesnő előtt. 2011. február 27-én Florence helyettesítette a terhes Didót, és az ő részét énekelte A. R. Rahmannal a legjobb eredeti filmzeneként jelölt If I Rise-ban (a 127 óra című film betétdala) a 83. Oscar-gálán. Kétéves világméretű turnét terveztek a Ceremonials népszerűsítésére.
Welch 2011 decemberében előadta Amy Winehouse Back to Black című dalát a VH1 Divas Celebrates Soul koncertjén. A zenekar 2011. december 31-én játszott a Times Square-en.
2012 júliusában a zenekar kénytelen volt visszamondani két európai fellépést, mivel Florence megbetegedett, és nem tudott énekelni. 2012. augusztus 3-ra felépült, és fel tudott lépni Montreal-ban a Osheaga Fesztiválon. Szeptember 9-én Welch 3 dalt adott elő közeli barátja, Blake Lively és Ryan Reynolds esküvőjén Dél-Karolinában.

## Stílus, és hatások

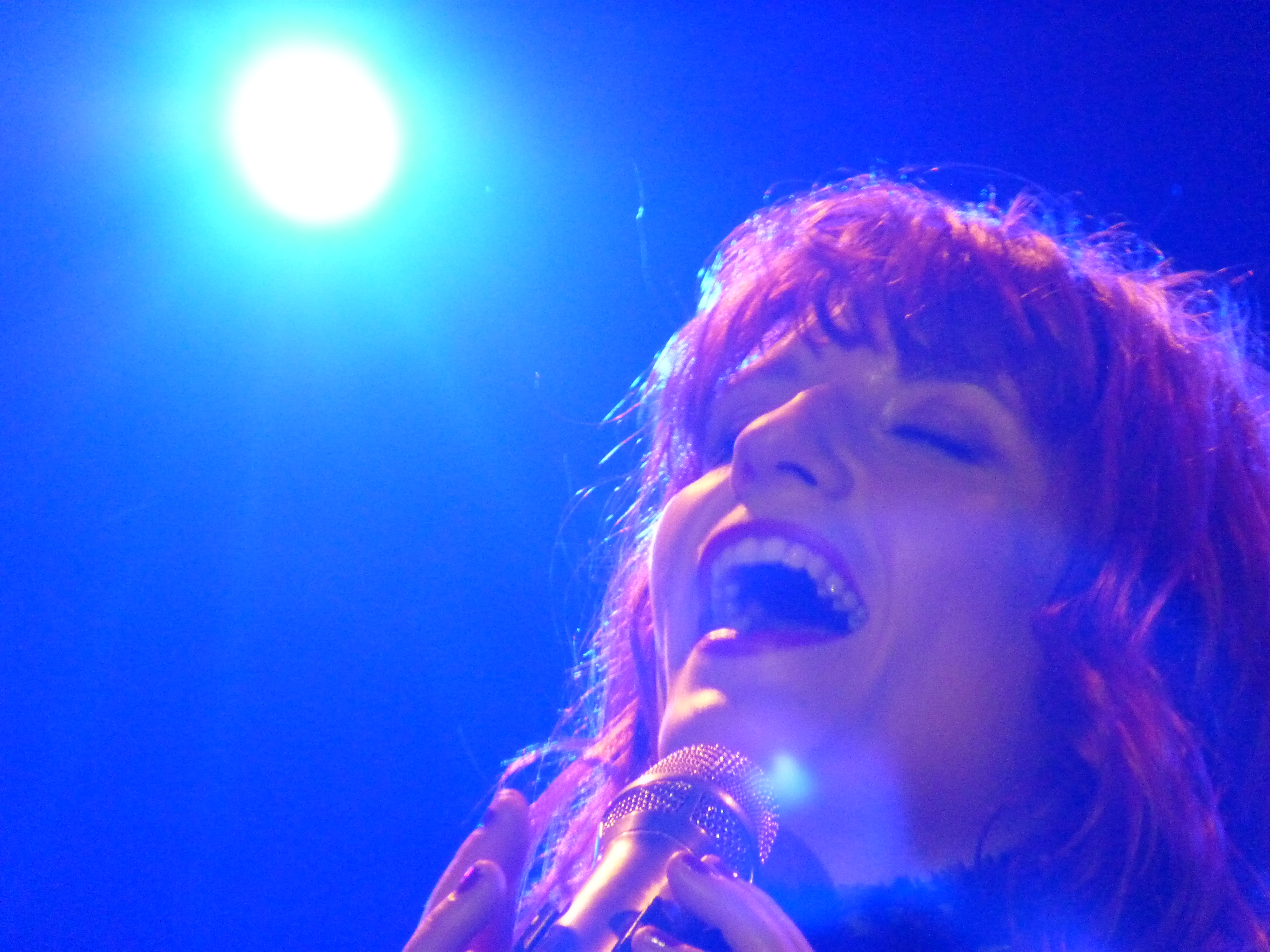
A Florence and the Machine a Terminal 5-ben játszik New York városában, 2010. november 1-jén

Florence Welchet olyan énekesekhez hasonlítják, mint Kate Bush, Siouxsie Sioux, PJ Harvey, és Björk. Egy interjúban Florence azt nyilatkozta, hogy Grace Slick van rá legnagyobb hatással. A Florence and the Machine stílusát „sötétnek, robusztusnak és romantikusnak” jellemezték. A zenéjük a „klasszikus soul és a letisztult angol art rock keveréke". Welch állítása szerint a dalszövegei leginkább Reneszánsz művészekhez köthetők: "Mi ugyanazokkal a dolgokkal foglalkozunk, mint amivel ők foglalkoztak – szerelem és halál, idő és fájdalom, pokol és mennyország”. 2008-tól Welch Stuart Hammonddal járt, egy irodalmi szerkesztővel; átmeneti szakításuk inspirálta a Lungs dalainak nagy részét. 2011-ben a pár behirdette, hogy közös megállapodás alapján szakítottak, mivel sok konfliktusuk volt karrierjüket illetőleg. Ez a szakítás szolgált alapanyagul a Florence and the Machine második albumához.

## Fogadtatás

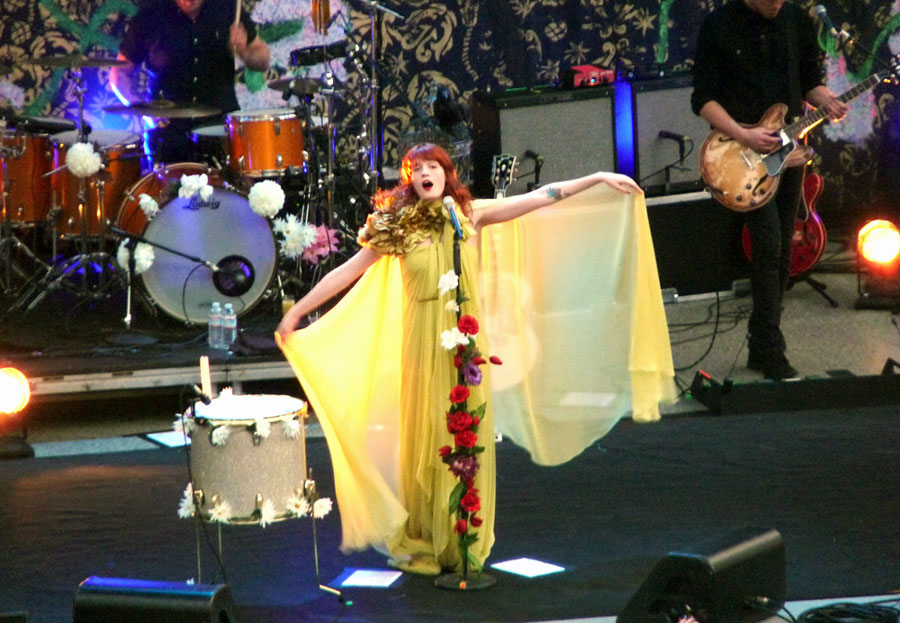
A Florence and the Machine a Berkeley Greek Theater-ben a 2011-es Lungs turnén

A Florence and the Machine nyerte meg a kritikusok díját a 2009-es BRIT Awards-on, miután harmadik lett a BBC Sound of 2009 szavazásán. A BBC figyelme mellett az NME magazin is támogatta az együttest; bevonták őket a Shockwaves NME Awards Turnéba 2009-ben, a Glasvegas-szal, a Friendly Fires-szel és a White Lies-szal együtt.
A The Sunday Times úgy jellemezte Florence-et, mint „a jelenlegi legsajátosabb és legelismertebb női énekest”, és "a legfrissebb nagyszerű különc angol popelőadót". Az AllMusic úgy hivatkozott a Lungs-ra, mint "2009 egyik legérettebb zenéjű és érzelmileg hipnotizáló albumára". A Spin magazin egy tízes skálán nyolcasra értékelte a Lungs-ot, és azt írták "El kell ismerni a lányt: Mindig arra késztet, hogy érezz „valamit”." A magazin a 8. legjobb albumnak nevezte 2009-ben. 2010 decemberében a "Spin" három kiadásában is szerepelt a Florence and the Mchine; és az év előadójának nevezték őket.
A Florence and the Machine elnyerte a MasterCard British Album díjat a Lungs-ért a 2010-es BRIT Awards-on, ahol a „legjobb brit női előadó” és a „legjobb brit új előadó” kategóriában is jelölték őket. 2010 február 19-én a Florence and the Machine elnyerte a legjobb nemzetközi együttes címet a 2010-es Meteor Awards-on. Az együttes vezette a jelöltek listáját a 2010-es MOJO Awards-on négy jelöléssel. Jelölték őket Grammy-díjra a „legjobb új előadó” kategóriában az 53-ik Grammy-díjátadón. 2011 áprilisában Florence-et ötvenediknek értékelték a 2011-es Time 100 szavazáson, ami a világ 100 legnagyobb hatású emberét tartalmazza. Beyoncé Knowles azt nyilatkozta, hogy a Florence and the Machine volt legnagyobb hatással 2011-es 4 című albumára.

## Tagok
- Florence Welch – Ének
- Robert Ackroyd – Gitárok, háttérének
- Mark Saunders – Basszusgitár, háttérének
- Chris Hayden – Dob, háttérének
- Isabella Summers – Billentyűk
- Tom Monger – Hárfa

## Diszkográfia
- Lungs (2009)
- Ceremonials (2011)
- How Big, How Blue, How Beautiful (2015)
- High as Hope (2018)
- Dance Fever (2022)

## Díjak és jelölések

### Brit Awards
A Brit Awards a Brit Hanglemezgyártók Szövetségének éves popzenei díjátadója. A Florence and the Machine 2 díjat nyert 8 jelölésből.
| Év   | Jelölt                   | Jelölés                      | Eredmény |
| ---- | ------------------------ | ---------------------------- | -------- |
| 2009 | Florence and the Machine | Kritikusok díja              | Elnyerte |
| 2010 | Florence and the Machine | Legjobb brit női szólista    | Jelölve  |
| 2010 | Florence and the Machine | Legjobb brit új előadó       | Jelölve  |
| 2010 | Lungs                    | MasterCard Az év brit albuma | Elnyerte |
| 2011 | "You've Got the Love"    | Legjobb brit kislemez        | Jelölve  |
| 2012 | Florence and the Machine | Legjobb brit női szólista    | Jelölve  |
| 2012 | Ceremonials              | MasterCard Az év brit albuma | Jelölve  |
| 2013 | "Spectrum (Say My Name)" | Legjobb brit kislemez        | Jelölve  |

### Grammy-díjak
| Év   | Jelölt                   | Díj                                                        | Eredmény |
| ---- | ------------------------ | ---------------------------------------------------------- | -------- |
| 2011 | Florence and the Machine | Legjobb új előadó                                          | Jelölve  |
| 2013 | "Shake It Out"           | Grammy-díj a legjobb popduó vagy -együttes teljesítményért | Jelölve  |
| 2013 | Ceremonials              | Grammy-díj a legjobb popalbumért                           | Jelölve  |

### MTV

#### MTV Europe Music Awards
| Év   | Jelölt                   | Díj                        | Eredmény |
| ---- | ------------------------ | -------------------------- | -------- |
| 2009 | Florence and the Machine | Legjobb angol és ír előadó | Jelölve  |
| 2011 | Florence and the Machine | Legjobb angol és ír előadó | Jelölve  |
| 2012 | Florence and the Machine | Legjobb alternatív előadó  | Jelölve  |

#### MTV Video Music Awards
| Év   | Jelölt              | Díj                      | Eredmény |
| ---- | ------------------- | ------------------------ | -------- |
| 2010 | "Dog Days Are Over" | Az év videója            | Jelölve  |
| 2010 | "Dog Days Are Over" | Legjobb rock videó       | Jelölve  |
| 2010 | "Dog Days Are Over" | Legjobb művészi rendezés | Elnyerte |
| 2010 | "Dog Days Are Over" | Legjobb operatőr         | Jelölve  |

#### MTV Video Music Awards Japan
| Év   | Jelölt           | Díj                               | Eredmény |
| ---- | ---------------- | --------------------------------- | -------- |
| 2013 | "Breath of Life" | Legjobb filmből összevágott videó | Függőben |
| 2013 | "Sweet Nothing"  | Legjobb közreműködés              | Függőben |

### Más díjak
| Év   | Szervezet                               | Jelölt                                      | Díj                                    | Eredmény      |
| ---- | --------------------------------------- | ------------------------------------------- | -------------------------------------- | ------------- |
| 2009 | BBC Sound of 2009                       | Florence and the Machine                    | 2009 hangja                            | Harmadik hely |
| 2009 | Mercury Prize                           | Lungs                                       | Mercury Díj                            | Elnyerte      |
| 2009 | Studio8 Media International Music Award | Florence and the Machine                    | 2009 júliusának női hangja             | Elnyerte      |
| 2009 | Studio8 Media International Music Award | "Rabbit Heart (Raise It Up)"                | 2009 júliusának dala                   | Elnyerte      |
| 2009 | Q Awards                                | Lungs                                       | Legjobb album                          | Jelölve       |
| 2009 | Q Awards                                | "Drumming Song"                             | Legjobb videó                          | Jelölve       |
| 2009 | Q Awards                                | Florence and the Machine                    | Legjobb új előadó                      | Jelölve       |
| 2009 | UK Festival Awards                      | Florence and the Machine                    | Legjobb élő előadás                    | Elnyerte      |
| 2009 | UK Festival Awards                      | "Rabbit Heart (Raise It Up)"                | Az év himnusza                         | Jelölve       |
| 2009 | UK Festival Awards                      | Florence and the Machine                    | Legfittebb a fesztiválokon – Lányok    | Jelölve       |
| 2009 | UK Music Video Awards                   | "Drumming Song"                             | Legjobb pop videó                      | Jelölve       |
| 2009 | UK Music Video Awards                   | "Drumming Song"                             | Legjobb stíldíszítés egy videóban      | Elnyerte      |
| 2009 | UK Music Video Awards                   | "Rabbit Heart (Raise It Up)"                | Legjobb stíldíszítés egy videóban      | Jelölve       |
| 2010 | South Bank Show                         | Florence and the Machine                    | South Bank Show Díj                    | Elnyerte      |
| 2010 | Glamour Women of the Year Awards        | Florence and the Machine                    | Az év zenekara                         | Elnyerte      |
| 2010 | Meteor Music Awards                     | Lungs                                       | Legjobb nemzetközi album               | Jelölve       |
| 2010 | Meteor Music Awards                     | Florence and the Machine                    | Legjobb nemzetközi zenekar             | Elnyerte      |
| 2010 | Meteor Music Awards                     | Florence and the Machine                    | Legjobb nemzetközi élő előadás         | Jelölve       |
| 2010 | Elle Style Awards                       | Florence and the Machine                    | Az év zenésze                          | Elnyerte      |
| 2010 | Shockwaves NME Awards                   | Florence and the Machine                    | Legjobb szóló előadó                   | Jelölve       |
| 2010 | Shockwaves NME Awards                   | "Rabbit Heart (Raise It Up)"                | Legjobb dal                            | Jelölve       |
| 2010 | Shockwaves NME Awards                   | "You've Got the Love"                       | Legjobb táncparkettet megtöltő dal     | Jelölve       |
| 2010 | Shockwaves NME Awards                   | Florence Welch                              | Legjobban öltözött                     | Jelölve       |
| 2010 | MOJO Awards                             | Florence and the Machine                    | Legjobb előadás (Breakthrough Act)     | Jelölve       |
| 2010 | MOJO Awards                             | Florence and the Machine                    | Legjobb élő előadás (Best Live Act)    | Jelölve       |
| 2010 | MOJO Awards                             | "You've Got the Love"                       | Az év dala                             | Jelölve       |
| 2010 | MOJO Awards                             | Lungs                                       | Legjobb album                          | Jelölve       |
| 2010 | BT Digital Music Awards                 | Florence and the Machine                    | Legjobb női előadó                     | Jelölve       |
| 2010 | BT Digital Music Awards                 | "You've Got the Love"                       | Legjobb dal                            | Jelölve       |
| 2010 | Q Awards                                | Florence and the Machine                    | Legjobb nő                             | Elnyerte      |
| 2010 | Q Awards                                | "You've Got the Love"                       | Legjobb dal                            | Elnyerte      |
| 2010 | UK Music Video Awards                   | "Dog Days Are Over"                         | Legjobb pop videó                      | Jelölve       |
| 2010 | UK Music Video Awards                   | "Dog Days Are Over"                         | Legjobb stíldíszítés egy videóban      | Jelölve       |
| 2010 | UK Festival Awards                      | "You've Got the Love"                       | Az év himnusza                         | Elnyerte      |
| 2010 | UK Festival Awards                      | Florence and the Machine                    | Jó hangulatot teremtő előadás a nyáron | Jelölve       |
| 2010 | 4Music Video Honours                    | "Dog Days Are Over"                         | 2010 legjobb videója                   | Jelölve       |
| 2010 | European Festival Awards                | "You've Got the Love"                       | Az év himnusza                         | Jelölve       |
| 2010 | European Festival Awards                | Florence and the Machine                    | Legjobb új előadó                      | Elnyerte      |
| 2011 | Virgin Media Music Awards               | Florence and the Machine                    | Legvonzóbb nő                          | Jelölve       |
| 2011 | Virgin Media Music Awards               | Florence and the Machine with Dizzee Rascal | Legjobb együttműködés                  | Jelölve       |
| 2011 | Virgin Media Music Awards               | "Dog Days Are Over"                         | Legjobb videó                          | Jelölve       |
| 2011 | Virgin Media Music Awards               | Florence Welch                              | Legjobb élő előadás                    | Jelölve       |
| 2011 | Virgin Media Music Awards               | Florence Welch                              | Szégyentelenül a nyilvánosságot kereső | Jelölve       |
| 2011 | Shockwaves NME Awards                   | Florence and the Machine                    | Legjobb szóló előadó                   | Jelölve       |
| 2011 | International Dance Music Awards        | "Dog Days Are Over" (Yeasayer Remix)        | Legjobb alternatív/rock táncdal        | Jelölve       |
| 2011 | International Dance Music Awards        | Florence and the Machine                    | Legjobb új előadó (együttes)           | Jelölve       |
| 2011 | Glamour Women of the Year Awards        | Florence and the Machine                    | Legjobb együttes                       | Jelölve       |
| 2011 | Billboard Music Awards                  | "Dog Days Are Over"                         | Legjobb rockdal                        | Jelölve       |
| 2011 | Billboard Music Awards                  | "Dog Days Are Over"                         | Legjobb alternatív dal                 | Jelölve       |
| 2012 | Elle Style Awards                       | Florence and the Machine                    | Legjobb zenei előadás                  | Elnyerte      |
| 2012 | Shockwaves NME Awards                   | Florence and the Machine                    | Legjobb szóló előadó                   | Elnyerte      |
| 2012 | Shockwaves NME Awards                   | "Shake It Out"                              | Legjobb dal                            | Elnyerte      |
| 2012 | Shockwaves NME Awards                   | Florence and the Machine                    | Legvonzóbb nő                          | Jelölve       |
| 2012 | ARIA Music Awards                       | Florence and the Machine                    | Legjobb nemzetközi előadó              | Jelölve       |
| 2012 | World Music Awards                      | Florence and the Machine                    | A világ legjobb együttese              | Jelölve       |
| 2012 | World Soundtrack Awards                 | "Breath of Life"                            | Legjobb eredeti filmzene               | Jelölve       |
| 2012 | UK Music Video Awards                   | Florence and the Machine                    | Legjobb vágás videóklipben             | Jelölve       |
| 2012 | Q Awards                                | Florence and the Machine                    | Legjobb dal                            | Jelölve       |
| 2012 | Ivor Novello Awards                     | "Shake It Out"                              | Legjobb dal zeneileg és szövegében     | Jelölve       |
| 2013 | Shockwaves NME Awards                   | Florence and the Machine                    | Legjobb szóló előadó                   | Elnyerte      |
| 2013 | Shockwaves NME Awards                   | "Sweet Nothing"                             | Legjobb tánchimnusz                    | Elnyerte      |
| 2013 | ECHO Awards                             | Florence and the Machine                    | Legjobb nemzetközi poprock együttes    | Jelölve       |
| 2013 | World Music Awards                      | Ceremonials                                 | A világ legjobb lemeze                 | Függőben      |
| 2013 | World Music Awards                      | Florence and the Machine                    | A világ legjobb együttese              | Függőben      |

## Fordítás
Ez a szócikk részben vagy egészben  a   Florence and the Machine című angol Wikipédia-szócikk ezen változatának fordításán alapul.  Az eredeti cikk szerkesztőit annak laptörténete sorolja fel. Ez a jelzés csupán a megfogalmazás eredetét és a szerzői jogokat jelzi, nem szolgál a cikkben szereplő információk forrásmegjelöléseként.

## Külső hivatkozások
- Az együttes hivatalos weboldala
- Florence and the Machine az AllMusicon
- Florence and the Machine az Internet Movie Database oldalon (angolul)